# Pavetta scabrifolia
Pavetta scabrifolia är en måreväxtart som beskrevs av Cornelis Eliza Bertus Bremekamp. Pavetta scabrifolia ingår i släktet Pavetta och familjen måreväxter. Inga underarter finns listade i Catalogue of Life.